# Рогачёво (Раменский район)
Рогачёво — деревня в Раменском муниципальном районе Московской области. Входит в состав сельское поселение Ганусовское. Население — 17 чел. (2010).

## Название
Название связано с некалендарным личным именем Рогач.

## География
Деревня Рогачёво расположена в юго-западной части Раменского района, примерно в 20 км к юго-западу от города Раменское. Высота над уровнем моря 153 м. Через деревню протекает река Нищенка. Ближайший населённый пункт — деревня Жирошкино.

## История
В 1926 году деревня входила в Жирошкинский сельсовет Жирошкинской волости Бронницкого уезда Московской губернии.
С 1929 года — населённый пункт в составе Бронницкого района Коломенского округа Московской области. 3 июня 1959 года Бронницкий район был упразднён, деревня передана в Люберецкий район. С 1960 года в составе Раменского района.
До муниципальной реформы 2006 года деревня входила в состав Ганусовского сельского округа Раменского района.

## Население
| 1926 | 2002 | 2010 |
| ---- | ---- | ---- |
| 196  | ↘17  | →17  |

В 1926 году в деревне проживало 196 человек (74 мужчины, 122 женщины), насчитывалось 47 крестьянских хозяйств. По переписи 2002 года — 17 человек (8 мужчин, 9 женщин).